# Dithmarschen-osztály
A Dithmarschen-osztályú ellátóhajók a közvetlenül a második világháború előtt és alatt megépített német ellátóhajók voltak. Feladatuk a hazai támaszpontoktól távol tevékenykedő hadihajók ellátása volt. Az osztály öt egysége épült meg, melyből három odaveszett a háborúban, a megmaradt két példányt pedig Nagy-Britannia és az Egyesült Államok kapta meg. Az osztály szolgált mintául az Egyesült Államok hasonló feladatkörű hajóinak kifejlesztéséhez az 50-es években.

## Tervezés
A német haditengerészetnél 1929-ben felvetődött az a gondolat, hogy támaszpontok hiányában a távoli vizeken tevékenykedő egységek ellátását a nyílt tengeren oldják meg speciálisan erre a célra kifejlesztett ellátóhajók segítségével. 1930-tól kezdődően világ körüli utakra induló iskolahajók (Schulkreuzer) mellé rendelték az ellátásuk céljából kibérelt 6000 tonnás Hansa tartályhajót, melyet 1937-ben megvett a Kriegsmarine és az első ilyen típusú ellátóhajó (Troßschiff) lett. A vele szerzett tapasztalatok alapján egy nagyobb méretű hajóosztály (Großes Troßschiff) megépítését vették tervbe, melynek egységei üzemanyagot, kazán- és ivóvizet, kenőolajt, lőszert, pótalkatrészeket és egyéb használati eszközöket tudtak szállítani.
A hajók 30 méterrel lettek hosszabbak az akkoriban épített német tartályhajóknál. Kéményüket a tat közelében helyezték el, míg a hajóhíd elől kapott helyet. A kémény körüli felépítmény valamint az orr-rész magasabb lett a szokásosnál az itt kialakított rakterek miatt. A tervek szerint a Deutschland-osztály minden egységét támogatta volna egy ilyen tartályhajó a hatótávolságuk növelése érdekében. Kilenc egység megépítését tervezték, de csak öt készült el közülük. A hajókat úgy alakították ki, hogy a tőle bármely irányban elhelyezkedő hadihajót fel tudjon tankolni. Egy részüket erős vontatóhámmal (Schleppgeschirr) is felszerelték, hogy szükség esetén el tudják vontatni a sérült hadihajókat. 7933 tonna üzemanyagot, 972 tonna lőszert, 790 tonna ellátmányt és 100 tonna pótalkatrészt tudtak szállítani.

## Építés
1936 júniusában adták le a rendelést három egységre, melyeket a kieli Howaldtswerke illetve az akkor még külföldinek számító danzigi Schichau-Werke kapott meg. Hivatalosan tartályhajónak épültek, de a Kriegsmarinénál nagy ellátóhajóként (Großes Troßschiff) tartották őket számon. A három egységet 1937-ben bocsátották vízre és 1938-ban állították őket szolgálatba. 1937 végén két újabb egységet rendeltek, de ezek már csak a háború kitörése után készültek el: az Ermland a Schichaunál 1940-ben, a Franken a Deutsche Werke kieli hajógyárában 1943-ban. 1938-ban további kettőt rendeltek meg, de még a gerincfektetésük előtt törölték őket 1941-ben.
| Név                                            | Építő                  | Gerincfektetés     | Vízrebocsátás      | Átadás              | Sorsa                                                       |
| ---------------------------------------------- | ---------------------- | ------------------ | ------------------ | ------------------- | ----------------------------------------------------------- |
| Dithmarschen (USS Conecuh)                     | Schichau-Werke, Danzig | 1936. június 6.    | 1937. június 12.   | 1938. július 20.    | lebontják (1960)                                            |
| Altmark (Uckermark)                            | Howaldtswerke, Kiel    | 1936. június 15.   | 1937. november 13. | 1938. november 14.  | baleset következtében felrobbant (1942. november 30.)       |
| Westerwald (Nordmark, HMS Northmark, Bulawayo) | Schichau-Werke, Danzig | 1936.              | 1937. október 5.   | 1938. december 16.  | lebontották (1955)                                          |
| Ermland                                        | Schichau-Werke, Danzig | 1937. december 17. | 1939.              | 1940. szeptember 2. | légitámadás következtében elsüllyedt (1943. szeptember 23.) |
| Franken                                        | Deutsche Werke, Kiel   | 1937.              | 1939. március 8.   | 1943. március 17.   | légitámadás következtében elsüllyedt (1945. április 8.)     |

## Fegyverzet
A hajókat erős fegyverzettel látták el, hogy akár segédcirkálóként is bevethessék őket, de erről a fajta alkalmazásukról később lemondtak, mivel túl sérülékenyek lettek volna az esetleges találatokkal szemben.
Fő fegyverzetüket 3 darab 15 cm-es, 48 kaliberhosszúságú ágyú alkotta, melyek közül egyet-egyet az elülső felépítmény két oldalán illetve egyet a hajó tatján a hátsó felépítmény mögött helyeztek el. Rendelkeztek továbbá 2 darab 37 mm-es és 4 darab 20 mm-es légvédelmi gépágyúval is. Az Altmarkot nem látták el fegyverzettel. A hajók személyzetét a haditengerészet biztosította, de a tengerészek civilként teljesítettek szolgálatot. Kezdetben a hajók festése is a civil hajókéval megegyező volt és a John T. Essberger hajózási társaság zászlaja alatt közlekedtek.

## Rövid történetük

### Altmark

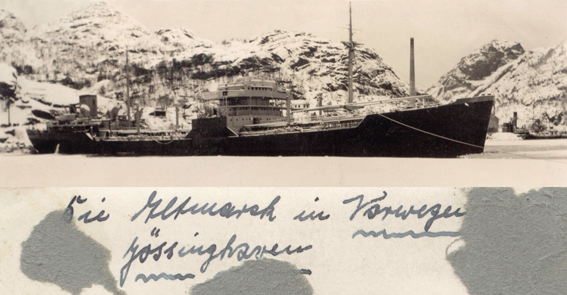
Az Altmark a Jøssing-fjordban a támadás utáni napokban

Elsőként az Altmark került bevetésre 1938-39-ben, mikor a spanyol polgárháború idején a spanyol vizeket ellenőrző nemzetközi tengeri blokád fenntartásában részt vevő német hadihajókat látta el. Az osztály hajói közül ez volt az egyetlen, amelyet nem láttak el fegyverzettel. 1939. augusztus 5-én Hamburgot elhagyva a texasi Port Arthurba hajózott, ahol dízelolajt és ivóvizet vételezett, majd Rotterdam felé vette az irányt. A háború kitörése miatt azonban az útját megszakítva a titkos utasítások alapján az Admiral Graf Spee nehézcirkálót kellett támogatnia annak Atlanti- és Indiai-óceánon tett portyái során. A nehézcirkáló önelsüllyesztése után a korábban róla átvett kb. 300 fő internált brit alattvalóval megpróbált visszajutni Németországba, de a norvég felségvizeken brit rombolók 1940. február 16-án megpróbálták feltartóztatni, mire az a Jøssing-fjordban keresett menedéket. Az éjszaka folyamán a Cossack a fjordban megtámadta és az átszálló fegyveresei több fegyvertelen tengerészét megölték illetve megsebesítették, majd pedig kiszabadították a fogva tartottakat. Az Altmark-incidens jelentős diplomáciai vitákat generált az ország megszállására készülő két hadviselő illetve a semlegességét megőrizni igyekvő Norvégia között.
Az Altmark márciusban részben saját erőből, részben vontatással Németországba hajózott, sérüléseit kijavították, majd augusztusban nevét Uckermarkra változtatták. 1941. január-márciusa között részt vett az Atlanti-óceánon végrehajtott Berlin hadműveletben. 1942 novemberében 24-én Japánba érkezett azzal a feladattal, hogy a Csendes-óceánon tevékenykedő német segédcirkálókat támogassa. November 30-án Yokohamában tartályai tisztítása közben robbanás következett be, mely elpusztította az Uckermarkot és a mellette álló két másik hajót. A tragédiában a hajó legénységének 53 tagja vesztette életét.

### Dithmarschen

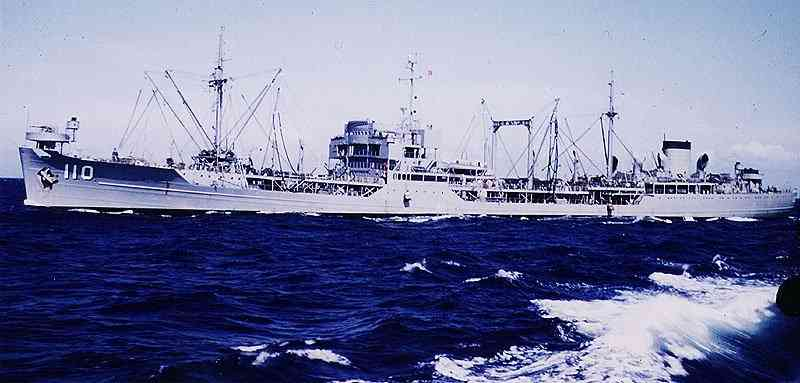
A Conecuh (ex-Dithmarschen) 1946-ban

A Dithmarschen a Weserübung hadművelet idején az Északi- és a Norvég-tengeren tevékenykedő csatahajókat, majd novemberben a Hipper nehézcirkálót támogatta annak Atlanti-óceánon végrehajtott portyáján. 1941-ben részt vett a Berlin hadműveletben, majd a Barbarossa hadművelet megindulását követően a Balti-tengeren harcoló hadihajókat látta el. A háború utolsó két évében Norvégiában szolgált, majd annak végén a britek kezére került.
A háború után a Dithmarschent jóvátételként az Egyesült Államok kapta meg, ahol az 50-es években szolgálatba állítva tesztelték a képességeit (1953-tól Conecuh néven hajózva), mivel a csendes-óceáni hadszíntér tapasztalatai alapján nagy szüksége lett volna hasonló kompakt ellátóhajóra az amerikai haditengerészetnek is. Ez a hajó szolgált később mintául a gyors harctámogató hajók (fast combat support ship – AOE) számára. A hajót 1960-ban bontották szét.

### Westerwald
A háború elején a Deutschland ellátóhajójaként szolgált az Atlanti-óceánon, novemberi hazatérése után nevét Nordmarkra változtatták. A Weserübung hadművelet idején a csatahajókat és a Widder segédcirkáló tevékenységét támogatta. Még ennek a bevetésének a keretében részt vett a Juno hadműveletben is. Júliusi hazatértekor a dán partok közelében brit repülőgépek megrongálták. 1940 októbere és 1941 májusa között hét hónapos bevetésen vett részt az Atlanti-óceánon. Fő feladata az Indiai-óceánon is tevékenykedő Admiral Scheer támogatása volt, de emellett 3 segédcirkálót, 10 segéd-, zsákmány- illetve blokádtörő hajót valamint 8 tengeralattjárót (köztük 4 Olasz Kelet-Afrika felől érkező olasz) tengeralattjárót is ellátott. 212 nap alatt 33.664 tengeri mérföldet tett meg és 43 alkalommal vételeztek róla. A szükséges karbantartások elvégzése után 1942 márciusától norvégiai támaszpontokról indított bevetéseken vett részt. 1945 áprilisában Koppenhágába hajózott át ahol a britek lefoglalták.
A háború után a hajót Nagy-Britannia kapta meg, ahol előbb Northmark, majd Bulawayo néven teljesített szolgálatot. 1955-ben kivonták a szolgálatból és az év októberében lebontották.

### Ermland
Az 1940 szeptemberében átadott hajót a Scharnhorst és a Gneisenau ellátására állították szolgálatban. 1943. szeptember 23-án bombatalálatok érték Nantes közelében, aminek következtében kettétört.  1944. augusztus 1-én a város kikötőjének közelében akadályt képezve vele végleg elsüllyesztették.

### Franken
Az osztály utolsóként, 1943 márciusában átadott egységét elkészülte a balti-tengerre vezényelték és végig itt teljesített szolgálatot. 1945. április 8-án a Hel-félsziget közelében orosz repülőgépek támadták meg. Öt bomba- és két torpedótalálat elszenvedése következtében kettétört és elsüllyedt. Legénységéből 48 fő veszett oda.